# سلفادور نوفوا
سلفادور نوفوا (بالإسبانية: Salvador Novoa)‏ هو مغني أوبرا مكسيكي، ولد في 30 أكتوبر 1937.

## وصلات خارجية
- سلفادور نوفوا على موقع ميوزك برينز (الإنجليزية)